# Palliri

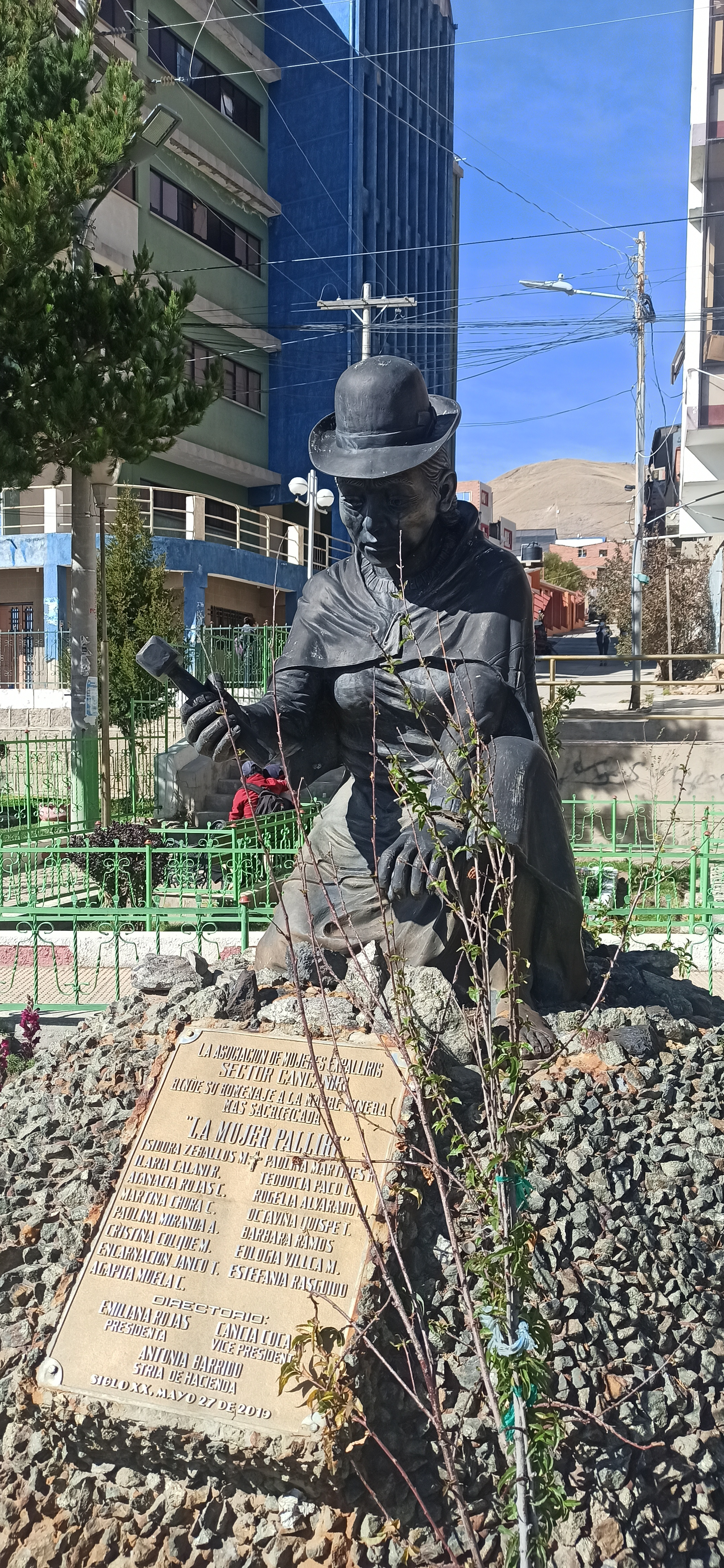
Monumento a la mujer palliri en, Potosí

Palliri es la designación de las personas que ejercen el oficio de acopiar, escoger y pulverizar rocas residuales de la industria minera con el afán de encontrar mineral. Se trata de un trabajo principalmente realizado por mujeres.

## Etimología
El término palliri deriva del vocablo pallar utilizado en las lenguas aimara y quechua y que significa acopiar; la terminación iri designa a la persona que ejecuta una actividad. El término es utilizado en Bolivia y el oficio es ejercido en las regiones de amplia tradición en la extracción minera de plata y estaño como Potosí y Oruro desde el periodo colonial.

## Características
Las palliris son personas que se establecen en las bocaminas y seleccionan las rocas que no contienen grandes cantidades de mineral y las clasifican buscando detalladamente cantidades menores de minerales, golpeándolas y quebrándolas para rescatar el material. El oficio es ejercido principalmente por mujeres indígenas o mestizas, que se sientan en las áreas exteriores y realizan la selección en la misma posición a la intemperie y usando sus manos o la ayuda de un mazo.

### Riesgos
El ejercicio de este oficio supone una gran precariedad ya que se realiza de manera artesanal y en la mayoría de los casos sin equipos de seguridad, exponiendo a quienes lo ejercen a partículas suspendidas y contaminación por exposición a materiales peligrosos en los suelos.

### Evolución del oficio
Con el agotamiento de algunas minas, el oficio de palliri se ha transformado y muchas de estas mujeres realizan trabajos al interior de la mina, siendo afiliadas a FENCOMIN.
Por las condiciones de agotamiento de las minas y la precariedad de las condiciones laborales en las ciudades de tradición minera han surgido otros oficios precarizados como guarda bocaminas, igualmente realizado por mujeres bajo condiciones de alto riesgo y sin cobertura de beneficios laborales.

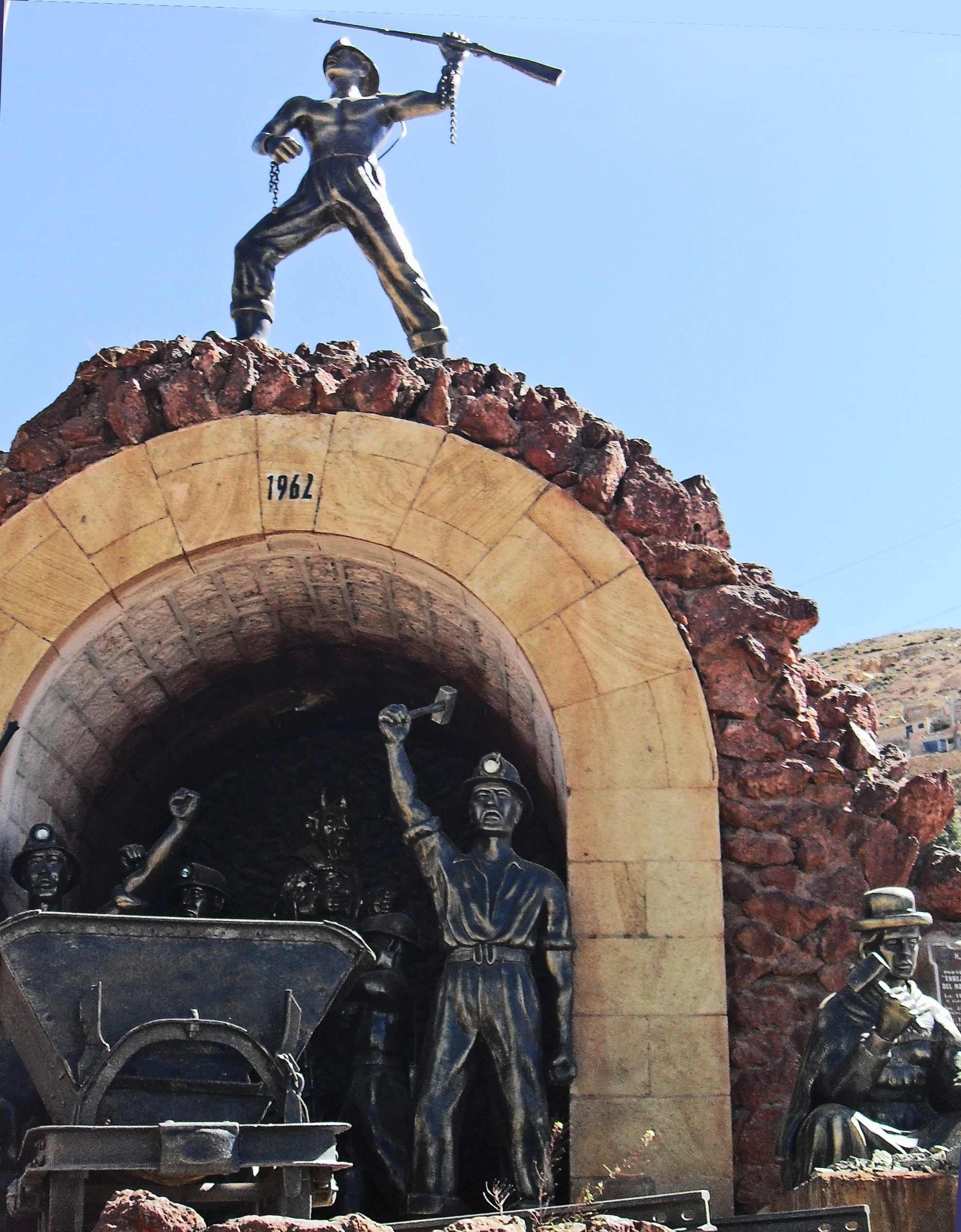
Monumento al minero en la ciudad de Oruro, a la derecha sentada representada una palliri trabajando con el combo.

## Figura icónica
Por la tradición existente, en las ciudades donde el oficio se practica la figura de la palliri es asociada a los valores arquetípicos relacionados con la madre y es designada como símbolo regional e ícono de luchas sindicales de los trabajadores.
Como consecuencia de los fenómenos económicos como la relocalización de los mineros en la década de 1980, existen monumentos y alegorías a su figura en diferentes regiones a las que la migración interna llevó a los trabajadores y trabajadoras de la minería en Bolivia. Así, por ejemplo, pueden encontrarse esculturas en diferentes barrios de El Alto.
Su figura es también parte de la cultura popular siendo representada en filmes, canciones, poemas, narraciones y bailes.
Entre los personajes destacados que han ejercido este oficio se encuentran María Barzola y Domitila Barrios.